# Cuves (Manche)
Pour les articles homonymes, voir Cuves.
Cuves est une commune française, située dans le département de la Manche en région Normandie, peuplée de 263 habitants.

## Géographie

### Hydrographie
La commune est située dans le bassin Seine-Normandie. Elle est drainée par la Sée, le Glanon, le cours d'eau 05 de la commune de Saint-Michel-de-Montjoie, le ruisseau du Grand Melon, le bras la Sée Blanche, le fossé 01 de Forien, le fossé 01 de la Basse Garlière, la Hartellerie, la Sée et divers autres petits cours d'eau,.
La Sée, d'une longueur de 79 km, prend sa source dans la commune de Sourdeval et se jette  dans le golfe de Saint-Malo en limite du Val-Saint-Père et de Vains, après avoir traversé 20 communes. 

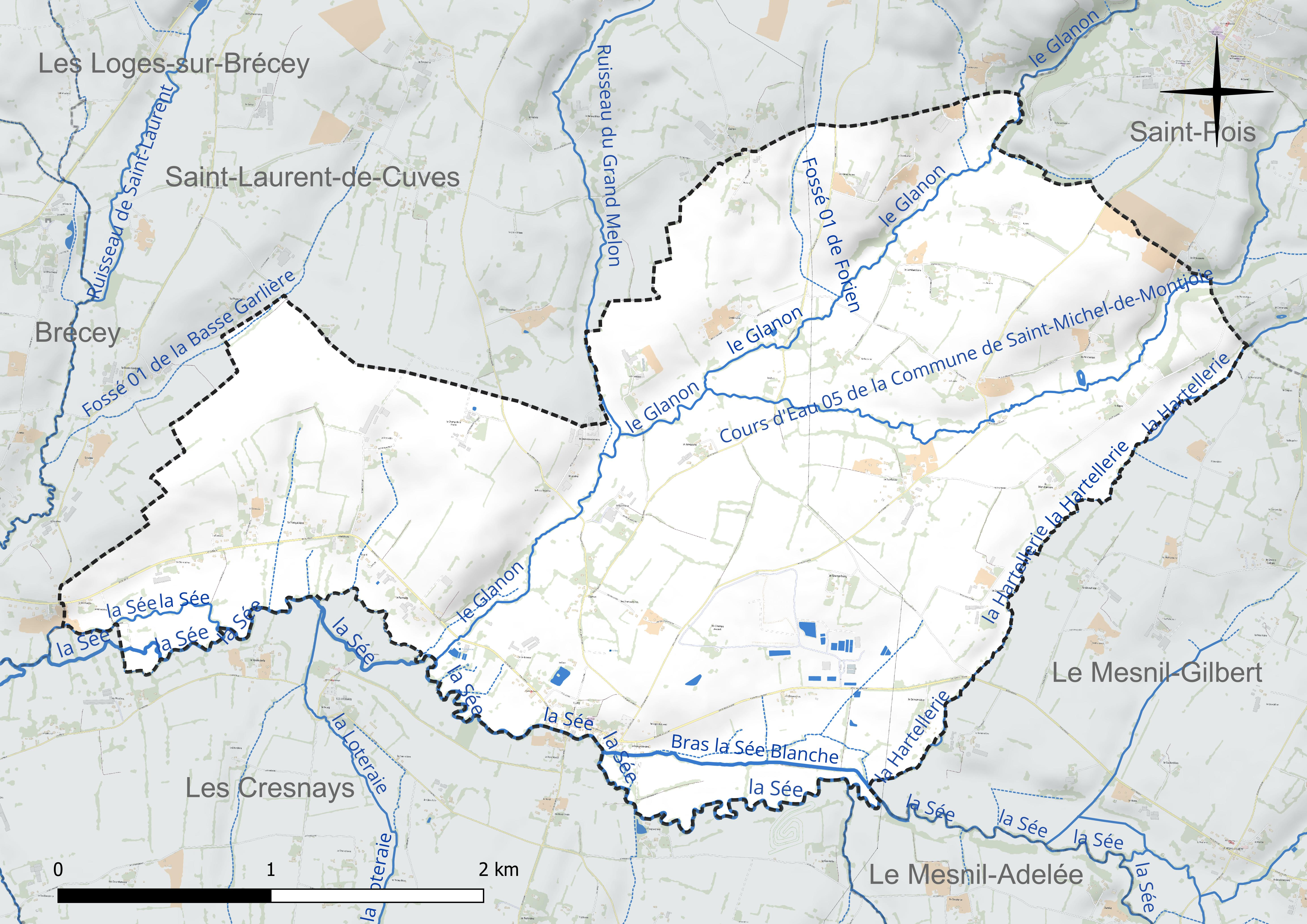
Réseau hydrographique de Cuves.

Le Glanon, d'une longueur de 12 km, prend sa source dans la commune de Noues de Sienne et se jette  dans la Sée sur la commune, après avoir traversé six communes. 

### Climat
Pour des articles plus généraux, voir Climat de la Normandie et Climat de la Manche.
En 2010, le climat de la commune est de type climat océanique franc, selon une étude du CNRS s'appuyant sur une série de données couvrant la période 1971-2000. En 2020, Météo-France publie une typologie des climats de la France métropolitaine dans laquelle la commune est exposée à un climat océanique et est dans la région climatique  Normandie (Cotentin, Orne), caractérisée par une pluviométrie relativement élevée (850 mm/a) et un été frais (15,5 °C) et venté. Parallèlement le GIEC normand, un groupe régional d’experts sur le climat, différencie quant à lui, dans une étude de 2020, trois grands types de climats pour la région Normandie, nuancés à une échelle plus fine par les facteurs géographiques locaux. La commune est, selon ce zonage, exposée à un « climat contrasté des collines », correspondant au Bocage normand, bien arrosé, voire très arrosé sur les reliefs les plus exposés au flux d’ouest, et frais en raison de l’altitude.
Pour la période 1971-2000, la température annuelle moyenne est de 11 °C, avec une amplitude thermique annuelle de 12,1 °C. Le cumul annuel moyen de précipitations est de 939 mm, avec 14 jours de précipitations en janvier et 8,5 jours en juillet. Pour la période 1991-2020, la température moyenne annuelle observée sur la station météorologique la plus proche, située sur la commune de Saint-Hilaire-du-Harcouët à 16 km à vol d'oiseau, est de 11,5 °C et le cumul annuel moyen de précipitations est de 929,5 mm,. Pour l'avenir, les paramètres climatiques de la commune estimés pour 2050 selon différents scénarios d’émission de gaz à effet de serre sont consultables sur un site dédié publié par Météo-France en novembre 2022.

## Urbanisme

### Typologie
Au 1er janvier 2024, Cuves est catégorisée commune rurale à habitat très dispersé, selon la nouvelle grille communale de densité à sept niveaux définie par l'Insee en 2022.
Elle est située hors unité urbaine et hors attraction des villes,.

### Occupation des sols
L'occupation des sols de la commune, telle qu'elle ressort de la base de données européenne d’occupation biophysique des sols Corine Land Cover (CLC), est marquée par l'importance des territoires agricoles (95,5 % en 2018), en diminution par rapport à 1990 (99,9 %). La répartition détaillée en 2018 est la suivante : zones agricoles hétérogènes (58,9 %), prairies (36,6 %), zones industrielles ou commerciales et réseaux de communication (4,4 %), forêts (0,1 %). L'évolution de l’occupation des sols de la commune et de ses infrastructures peut être observée sur les différentes représentations cartographiques du territoire : la carte de Cassini (XVIIIe siècle), la carte d'état-major (1820-1866) et les cartes ou photos aériennes de l'IGN pour la période actuelle (1950 à aujourd'hui).

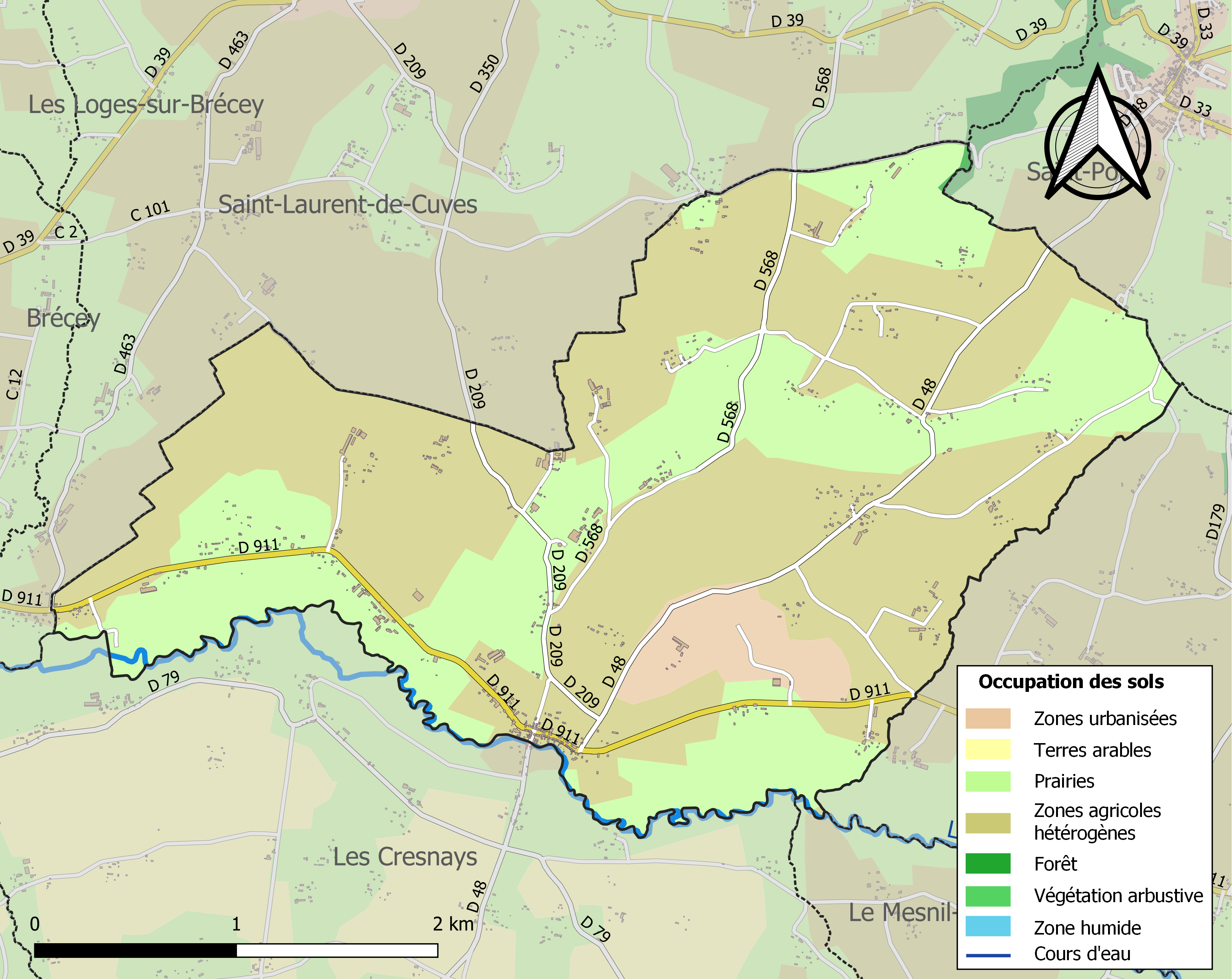
Carte des infrastructures et de l'occupation des sols de la commune en 2018 (CLC).

## Toponymie
Le nom de la localité est attesté sous les formes [gén.] Cuvarum 1082, Jordan[us] de Cuvis 1156/1158 (?), Robertus de Cuvis 1198, [abl.] Cupis s.d. [c. XIIIe siècle], Cuves 1253 et 1333, decanatus de Cupis 1369-1370, 1371-1372, [abl.] Sancto Dyonisio de Cupis 1369-1370, decanatus de Cuppis 1412, ecclesia de Sancto Dionisio de Cuppis 1412, decanatus de Cupis c. 1480, ecclesia Sancti Dyonisii de Cuppis c. 1480, Cuves 1552 et 1554, Cuuer 1585, Cuver 1594 et c. 1630, Cuves 1631, Cunes 1635, Cuves 1612-1636, Ceve 1650, Cuves 1661, 1677, 1694, Caves 1694, Caues 1695, Cavas c. 1700, Cuves 1706, 1713, 1716, 1719, 1719, Cavas 1720, Cuves 1720, 1742, 1758, 1768, 1771, 1777, 1780, 1753-1785, Saint Denis de Cuves 1793, Cuves 1801, Cuves ou Saint-Denis-de-Cuves 1804, Cuves-sur-Sées 1828, Cuves 1829, 1830, 1837, 1839, 1854, 1825-1866, Saint-Denis-de-Cuves 1878, Cuves 1880, 1903, 1962, 1972, 1978, 1993, 2007.
Du XIVe au XIXe siècle, Cuves a été également désignée sous le nom alternatif de Saint-Denis-de-Cuves, d'après la dédicace de son église, à la suite du partage au Moyen Âge du territoire initial de Cuves en deux paroisses, Saint-Denis et Saint-Laurent-de-Cuves. On notera par ailleurs le nom de Cuves-sur-Sée, proposé en 1828 par Louis Du Bois d'après la rivière qui longe la commune, mais cette appellation ne s'imposa pas.
Probablement de l'oïl « cuve », d'abord au pluriel, pour désigner des terrains en forme de cuvette. Il s'agit d'un dérivé du latin cupa, « vase, tonneau », et qui a pu avoir en toponymie le sens de « citerne, réserve d'eau ».
Le gentilé est Cuvois.

## Histoire
La source la plus ancienne citant la paroisse de Cuves est conservée aux archives de la Manche. C’est un vidimus de 1333 de la charte de fondation de l’église collégiale de Mortain. Ce document rappelle qu’en l’année 1082, le seigneur Robert de Cuves et son fils Raoul, concédèrent l’ensemble des droits banals de la seigneurie de Cuves à l’église collégiale de Mortain ; et ce, dans le but de créer en l’église de Cuves une charge de grand chantre.

### Le doyenné de Saint-Denis-de-Cuves
Un manuscrit du XIVe siècle rapporte que le doyenné de Saint-Denis-de-Cuves regroupait alors les paroisses de : Saint-Pois, Saint-Denis-de-Cuves (Cuves actuel), Le Mesnil-Gilbert, Saint-Michel-de-Montjoie, Le Mesnil-Adelée, Saint-Pierre-de-Cresnay, Notre-Dame-de-Cresnay, La Mancellière, Montgothier, Le Mesnil-Ozenne, La Chapelle-Urée, Saint-Marc-du-Grand-Celland, Brécey, Les Loges, Saint-Laurent-de-Cuves, Coulouvray, Lingeard, Chasseguey, Boisyvon, Montigny, Reffuveille.
Ce n’est qu’au début du XIXe siècle, à la suite de la Constitution de l'an VIII et du Concordat de 1801, que Cuves rompit ses liens avec l’église collégiale de Mortain en perdant sa qualité de doyenné et en étant rattaché à Avranches.

### La vicomté de Saint-Denis-de-Cuves
Jusqu’en 1749, Saint-Denis-de-Cuves était le lieu d’une juridiction administrée par le vicomte de Mortain. En tant que lieutenant de justice, le vicomte jugeait directement ou par délégation en son absence. C’est d’ailleurs à cet effet qu’était érigée une potence au lieu-dit de la Ponterie, sur l’actuelle route de Brécey.

## Politique et administration
| Période                                  | Période   | Identité       | Étiquette | Qualité               |
| ---------------------------------------- | --------- | -------------- | --------- | --------------------- |
| juin 1995                                | mars 2008 | Claude Béfort  | SE        | Agriculteur           |
| mars 2008                                | En cours  | Francis Turpin | SE        | Producteur de fraises |
| Les données manquantes sont à compléter. |           |                |           |                       |

## Démographie
L'évolution du nombre d'habitants est connue à travers les recensements de la population effectués dans la commune depuis 1793. Pour les communes de moins de 10 000 habitants, une enquête de recensement portant sur toute la population est réalisée tous les cinq ans, les populations de référence des années intermédiaires étant quant à elles estimées par interpolation ou extrapolation. Pour la commune, le premier recensement exhaustif entrant dans le cadre du nouveau dispositif a été réalisé en 2008.
En 2022, la commune comptait 263 habitants, en évolution de −7,39 % par rapport à 2016 (Manche : −0,31 %, France hors Mayotte : +2,11 %).
| 1793 | 1800 | 1806 | 1821 | 1831 | 1836 | 1841 | 1846 | 1851 |
| ---- | ---- | ---- | ---- | ---- | ---- | ---- | ---- | ---- |
| 850  | 803  | 816  | 801  | 901  | 911  | 911  | 885  | 798  |

| 1856 | 1861 | 1866 | 1872 | 1876 | 1881 | 1886 | 1891 | 1896 |
| ---- | ---- | ---- | ---- | ---- | ---- | ---- | ---- | ---- |
| 801  | 830  | 797  | 769  | 738  | 739  | 715  | 671  | 681  |

| 1901 | 1906 | 1911 | 1921 | 1926 | 1931 | 1936 | 1946 | 1954 |
| ---- | ---- | ---- | ---- | ---- | ---- | ---- | ---- | ---- |
| 684  | 653  | 615  | 567  | 568  | 552  | 577  | 585  | 580  |

| 1962 | 1968 | 1975 | 1982 | 1990 | 1999 | 2006 | 2008 | 2013 |
| ---- | ---- | ---- | ---- | ---- | ---- | ---- | ---- | ---- |
| 508  | 474  | 424  | 349  | 297  | 360  | 357  | 357  | 299  |

| 2018 | 2022 | - | - | - | - | - | - | - |
| ---- | ---- | - | - | - | - | - | - | - |
| 281  | 263  | - | - | - | - | - | - | - |

## Lieux et monuments

### Le moulin Déreaux
Construit en 1854 sur un bief de la Sée, le moulin est encore doté de trois roues à aubes de plus de quatre mètres de diamètre, des mécanismes et des meules destinées à moudre blé, orge et sarrasin.

### L’église paroissiale

#### Extérieur

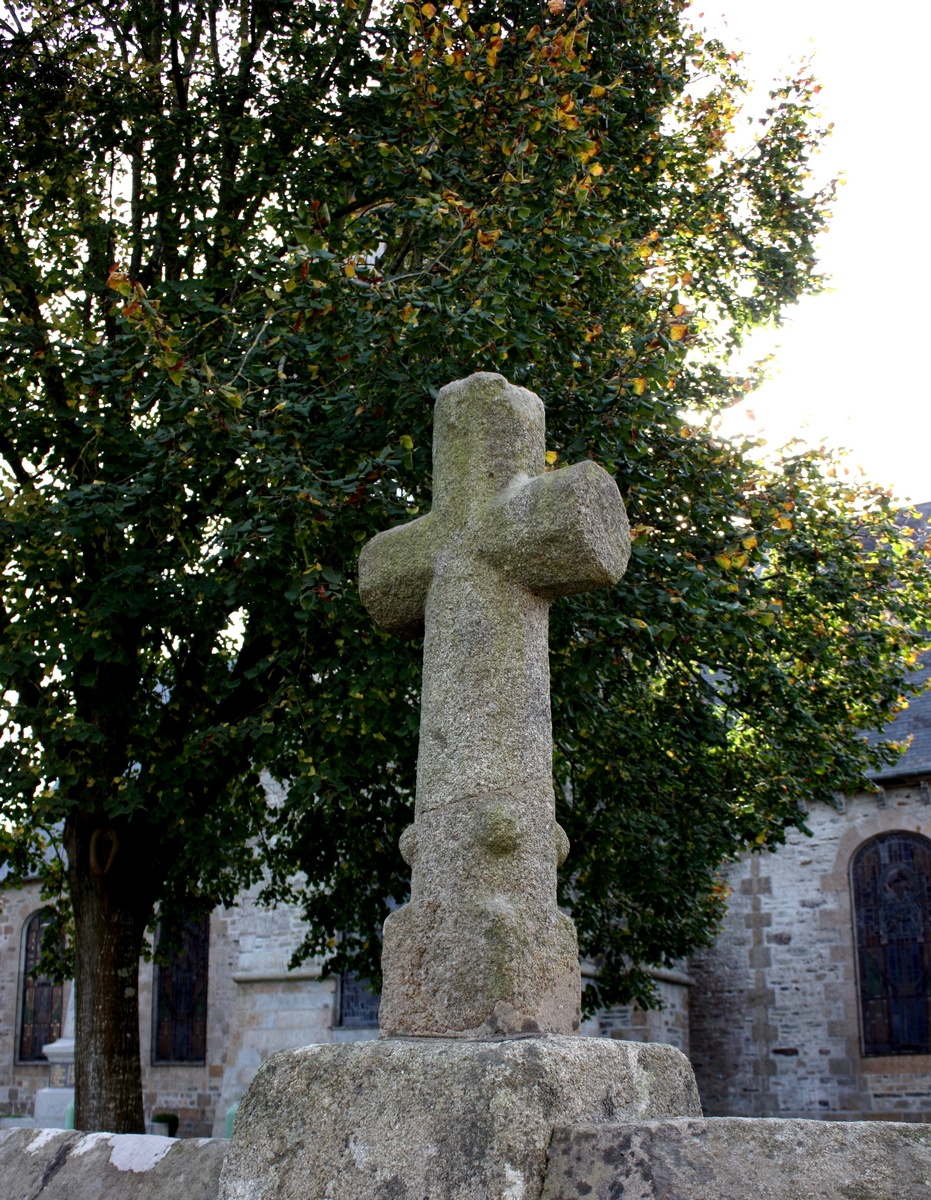
Croix de l'enceinte de l'église.

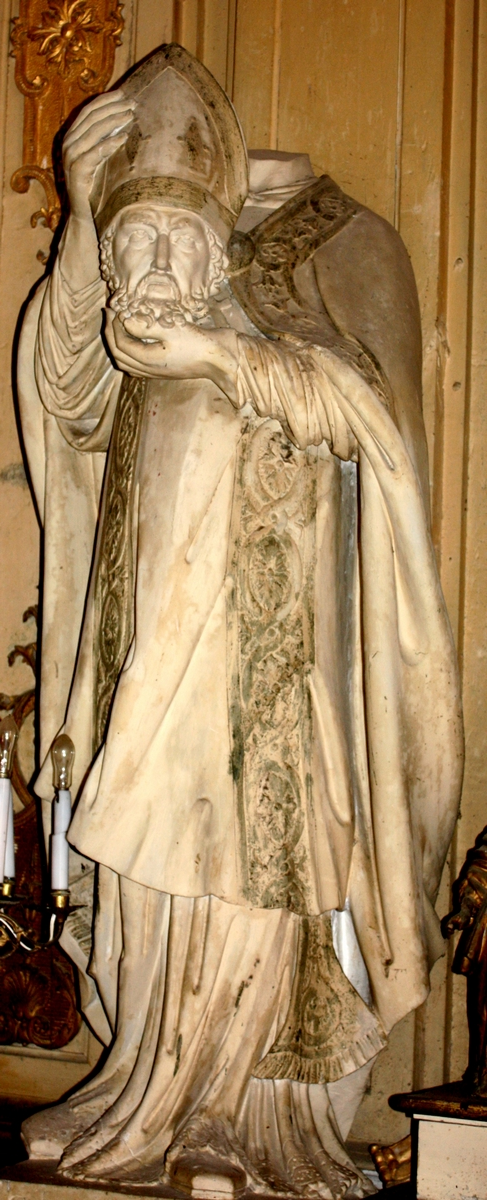
Saint Denis.

L’église Saint-Denis de Cuves fut achevée en 1713. Le clocher en bâtière fut élevée de 1745 à 1749 et la chapelle, dédiée à la Vierge, fut construite en 1749. Sur le mur d’enceinte de l’église se trouve une croix devant laquelle les fidèles priaient pour guérir de la peste comme le suggèrent les bubons sculptés à sa base. Les vitraux modernes du XXe siècle sont d'A. Pessac.

#### Intérieur
L'autel et le grand retable furent placés en 1714. Le tableau du maître-autel (La Présentation au Temple) est attribué à Vincent de La Vente (1680-1741).
La Présentation au Temple par Vincent de la Vente
L’artiste sépare sa composition en deux registres : un registre céleste où prennent place les anges parmi les nuées assistant à la scène du registre terrestre, la présentation de l’enfant Jésus devant le grand prêtre du Temple de Jérusalem. Cette mise en scène d’un registre céleste étroitement lié au registre terrestre est un canon courant dans la peinture religieuse de la Réforme catholique initiée par le Concile de Trente.
Le peintre utilise une composition pyramidale matérialisée par l’escalier qui mène au grand prêtre, ce qui dynamise la scène en créant un rythme ascensionnel. L’enfant Jésus est le centre de la composition. Les personnages autour de lui sont en adoration. La Vierge Marie est vêtue du blanc symbole de pureté et de son manteau bleu. Elle adopte une posture d’orante pleine de sérénité : c’est la Vierge sans pêchés, rien ne peut la perturber, sa pureté semble déjà la mettre hors du monde terrestre. Le grand prêtre dont la vieillesse et la barbe reflètent la sagesse lève les yeux au ciel et fait le lien avec les anges du registre céleste. En bas de l’escalier à droite, une mère attend son tour avec son enfant. Cette dernière, avec les deux servants du prêtre, fait partie des personnages du premier plan qui créent une profondeur au tableau. L’un des servants, vu de dos en action, sert de personnage repoussoir pour accentuer cet effet de profondeur, en complément du pavage. L’autre à gauche, monté sur un banc, allume un candélabre, ce qui accroît la verticalité de la scène. L’architecture antique à l’arrière-plan souligne la majesté de l’évènement. Même si le peintre a accordé de l’importance au candélabre, lui ajoutant des volutes, ce n’est pas de lui que la lumière vient, mais bien de l’enfant Jésus.
Très probablement contemporaines de la construction de l’église voire antérieures (limite XVIIe – XVIIIe siècles), deux statues prennent les traits de saint Denis portant sa tête coupée (céphalophore) et de saint Gorgon,.
- Premier évêque de Lutèce (Paris actuel), saint Denis fait l’objet d’une dévotion très populaire au Moyen Âge où il est représenté portant sa tête ; en rappel de sa décapitation. Il est un des saints auxquels on fait appel pour lutter contre la rage, les céphalées et les possessions sataniques.
- Officier de l’empereur romain Dioclétien (244-311 apr. J.-C.) comme le rappellent sa cuirasse et sa toge, saint Gorgon fut victime des persécutions anti-chrétiennes de l’empereur. Il était particulièrement prié pour favoriser la guérison des rhumatismes.

L'église abrite également une chaire à prêcher datée de l'année 1698 ; remarquable par ses angelots sculptés.

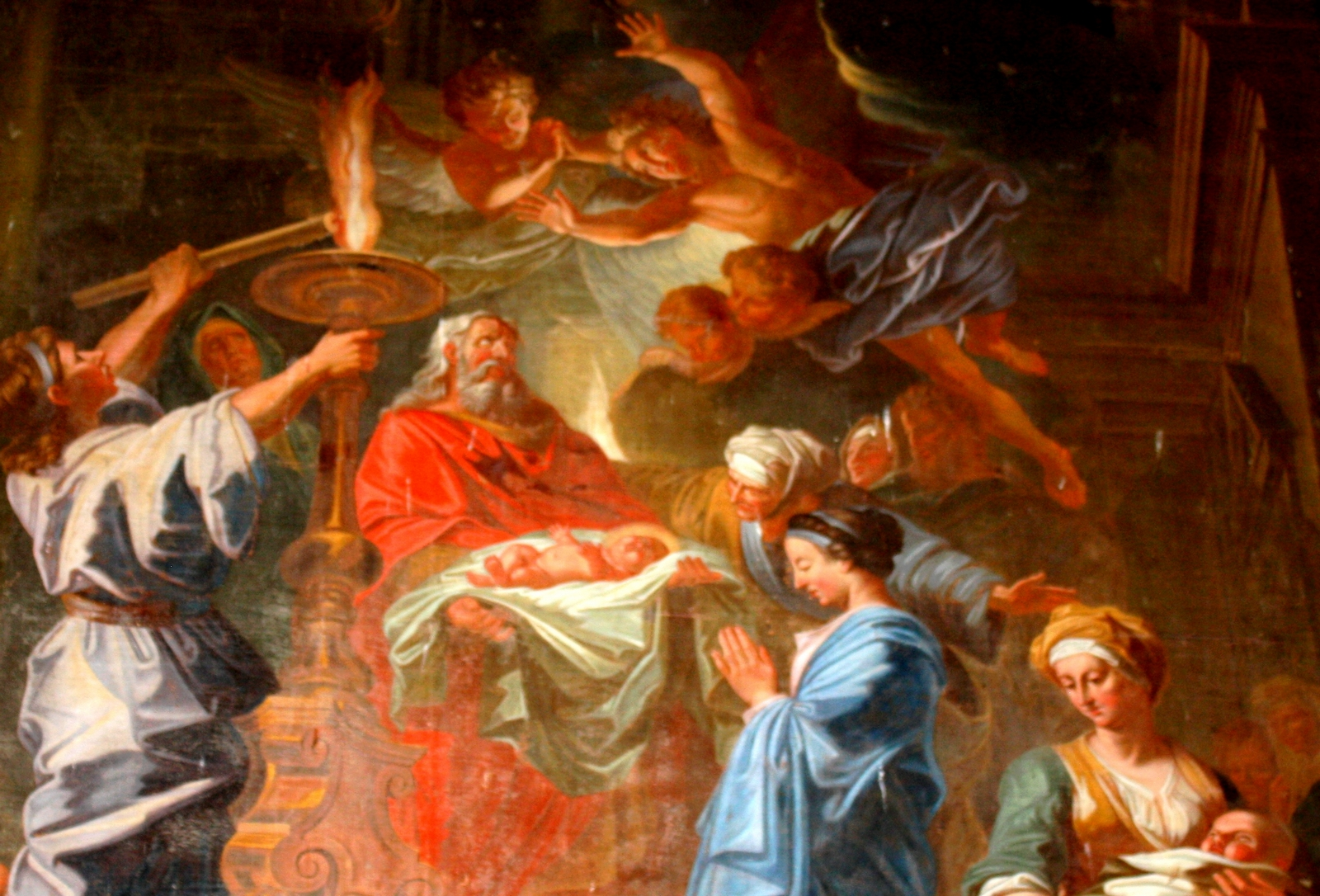
Détail du tableau du maître-autel.
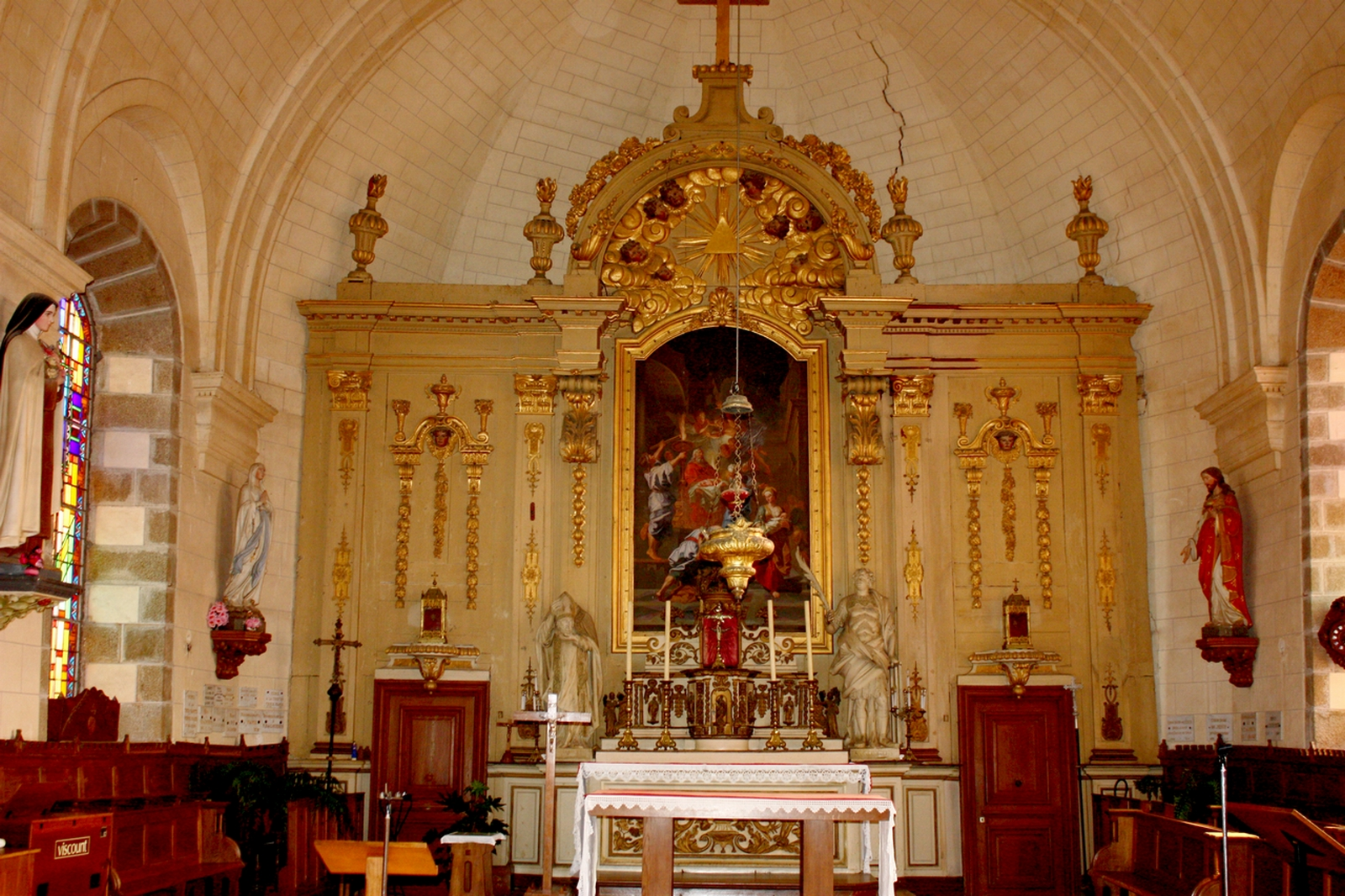
Chœur de l'église.
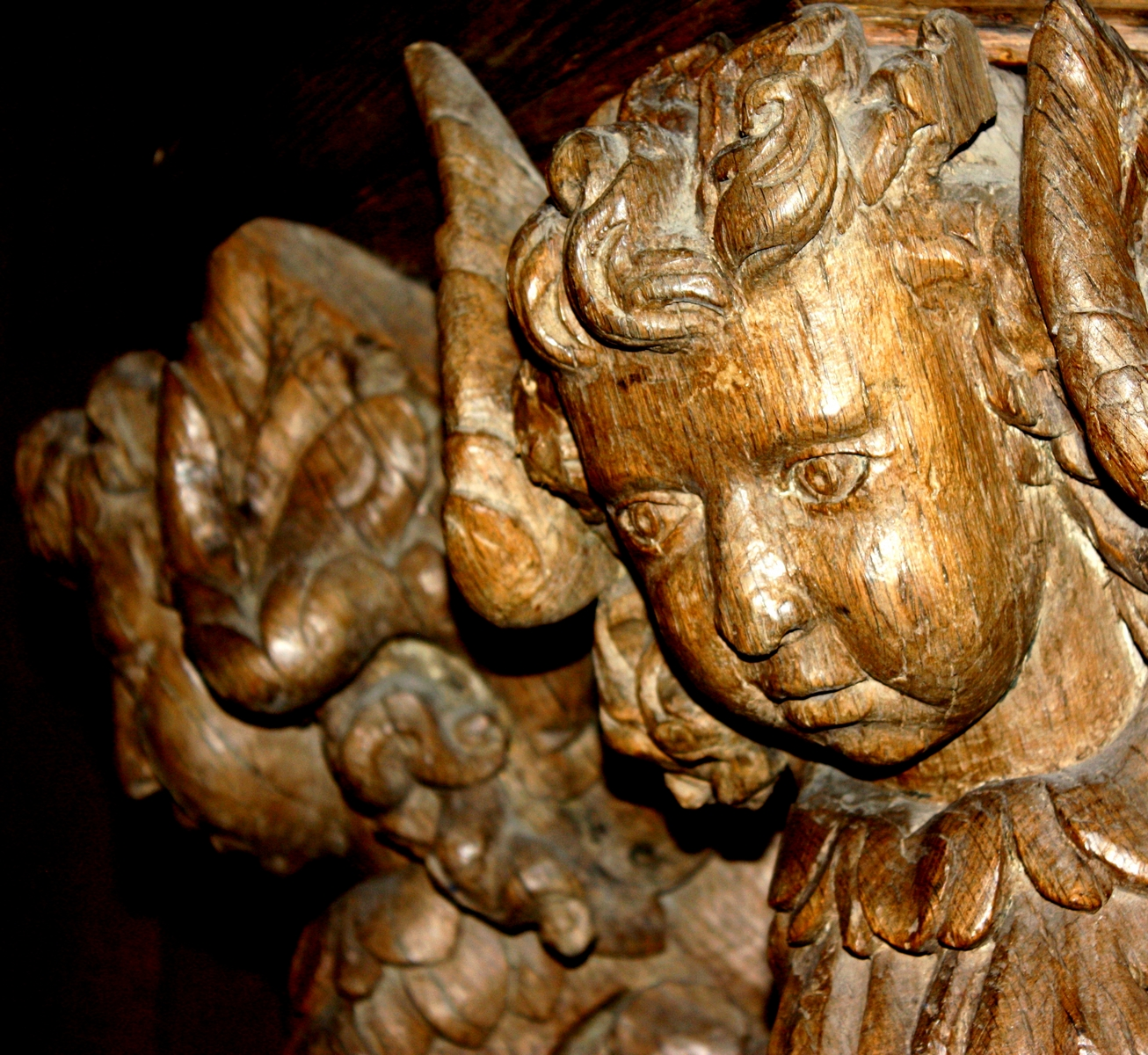
Détail de la chaire à prêcher.
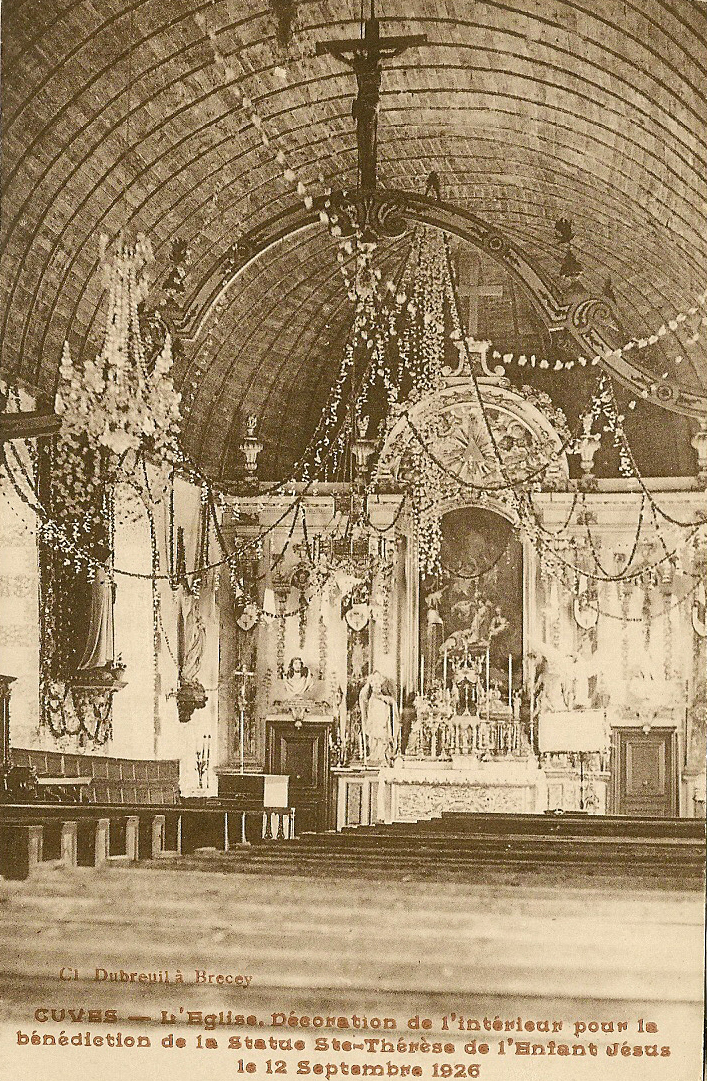
Intérieur de l'église (septembre 1926).
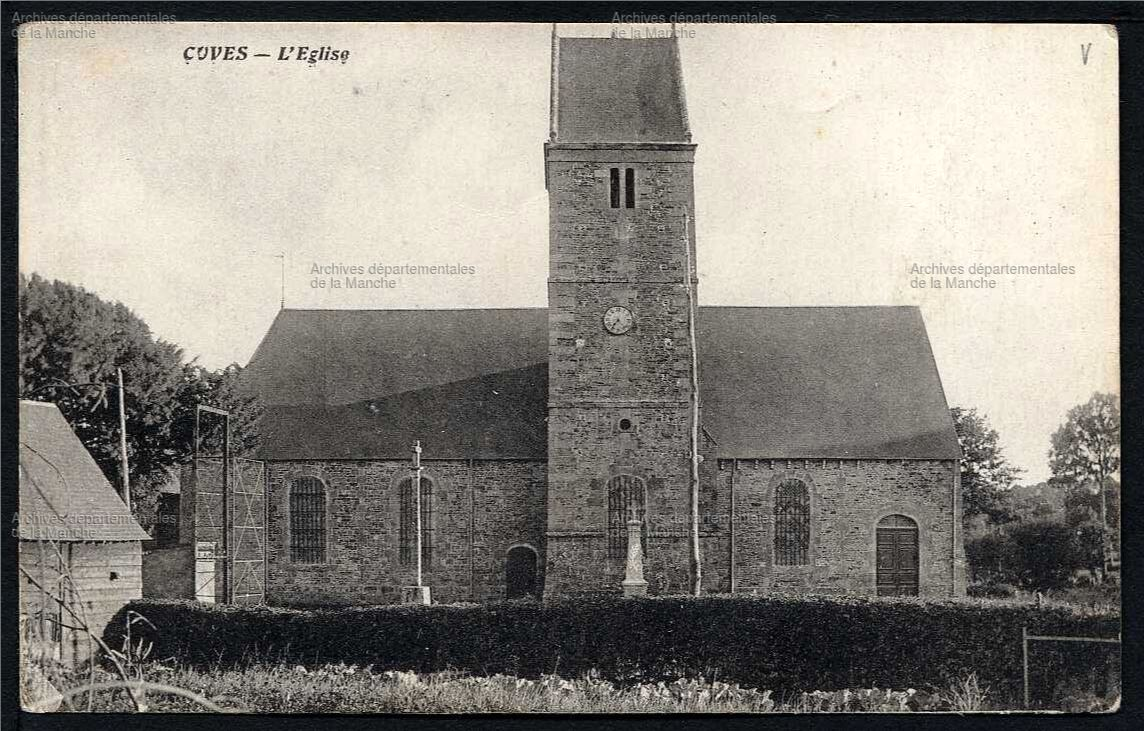
Vue extérieure de l'église.

### Les bulles pontificales de Saint-Denis-de-Cuves
La bulle pontificale est un acte juridique émanant de la chancellerie du Saint-Siège. Ce document, source historique de grande valeur pour les chercheurs, pose les différentes décisions de la papauté au sujet de la vie des chrétiens de par le monde.
Par ces bulles, les papes Sixte Quint (1587) et Alexandre VII (1664) octroyèrent à la confrérie de Saint-Denis-de-Cuves des indulgences. En d’autres termes, sous réserve d’assister à différentes célébrations religieuses, les membres de la confrérie pouvaient bénéficier de la rémission partielle ou totale de leurs péchés.

#### La bulle deSixteV(1587)

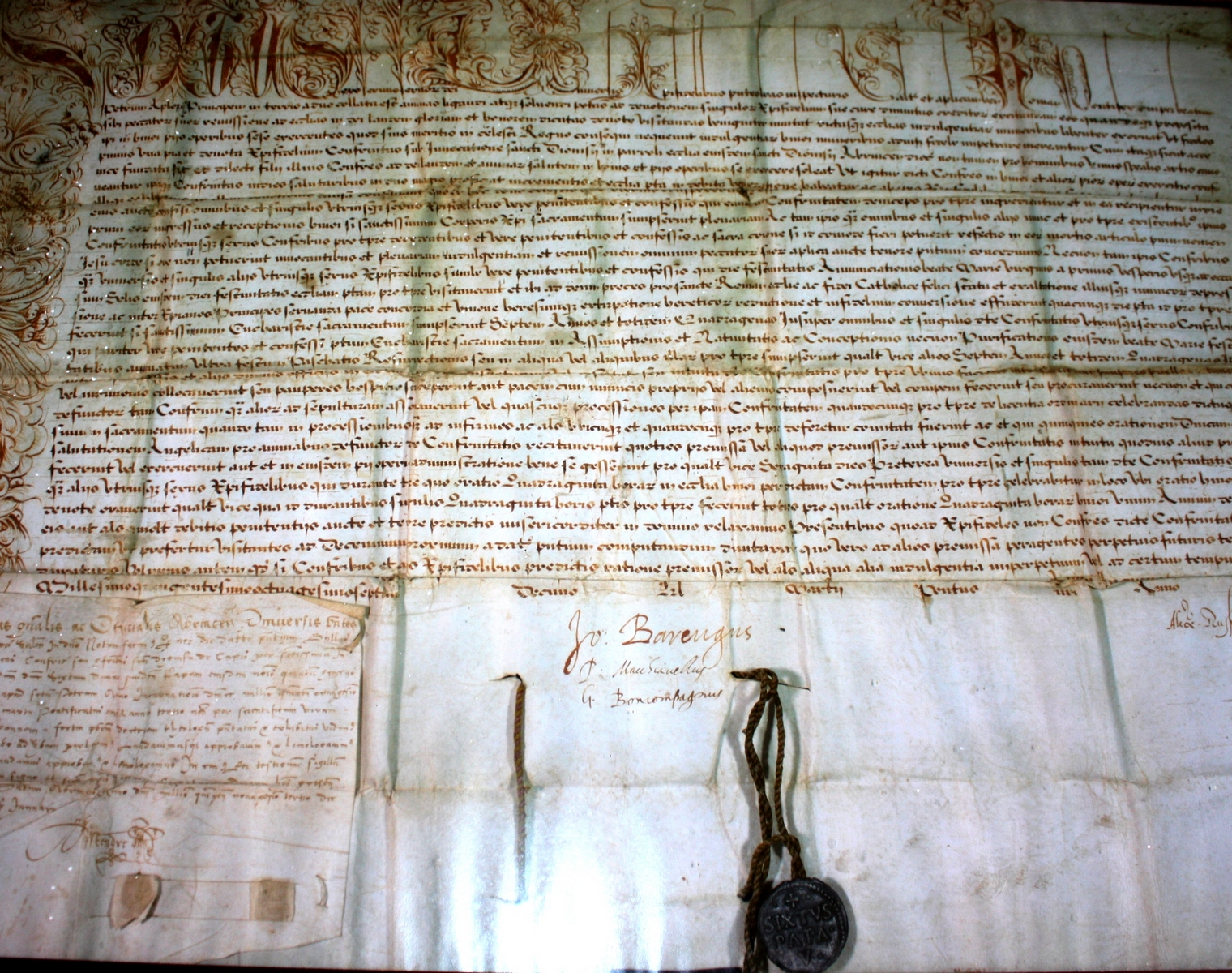
Fac-similé de la bulle de conservée aux archives départementales de la Manche.

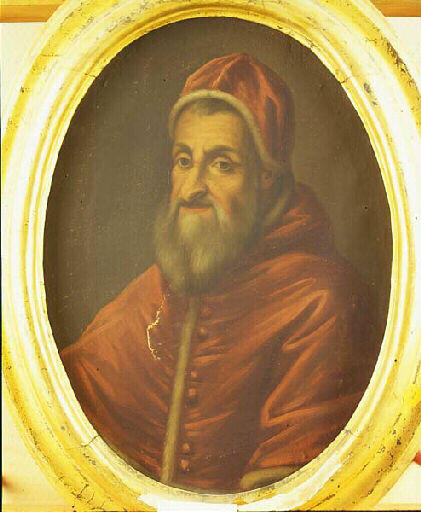
Portrait du pape.

Cette pratique de l’octroi d’indulgences, généralisée avec le mouvement de la Contre-Réforme, accompagne une dynamique catholique de renouveau spirituel et de réorganisation des paroisses.
À ce mouvement contre-réformiste s’ajoute le contexte politique français instable des guerres de Religion où un parti de catholiques (la Ligue catholique) cherche à affirmer son pouvoir sur la foi protestante.
On peut le noter, la bulle de Sixte V a été scellée durant les guerres de Religion. Or, les évêques d’Avranches, Georges de Péricard (1583-1587) et François de Péricard (1588-1639), grâce à qui cette bulle a été promulguée, étaient ultra-catholiques et proches de la papauté. Ils refusaient de reconnaître Henri de Navarre (futur Henri IV) comme héritier du trône de France en raison de ses origines protestantes. En obtenant du pape une bulle, fût-elle destinée à un doyenné très éloigné de Rome, l'épiscopat avranchinais envoya un message subtil mais clair au roi de France : affirmer la prééminence du Saint-Siège face au protestantisme dans un royaume encore divisé.
Larges extraits de la bulle traduits par M. le chanoine Vautier, ancien supérieur de l'École Germain, curé-doyen de Cerisy-la-Salle :
« Le Pontife Romain a reçu du Seigneur, en la personne de Saint Pierre, chef des Apôtres, le pouvoir de lier et de délier les âmes sur la terre. Aussi, pour exciter la piété de tous les fidèles confiés à sa charge, il les invite de temps à autre avec bonté et en vue de leur procurer l'expiation de leurs péchés, à visiter pieusement les églises dédiées à la gloire et à l'honneur de Dieu. De plus, il enrichit ces églises d'indulgences afin que, grâce à ce don, les fidèles qui font de bonnes œuvres méritent d'obtenir ce qu'ils ne pourraient acquérir par leur propre mérite dans le Royaume des Cieux.
Nous avons appris qu'une pieuse Confrérie a été canoniquement fondée sous le patronage de Saint Denys, dans l'église paroissiale de Saint-Denys au Diocèse d'Avranches, non pas seulement pour les hommes d'un métier déterminé, que les fils de cette Confrérie se dévouent à toutes les bonnes œuvres pour la louange de Dieu et le salut des âmes.
Aussi, pour les encourager, ... confiants dans la miséricorde de Dieu et dans celle des bienheureux Apôtres Pierre et Paul et dans leur autorité, nous leurs accordons:
(Aux nouveaux adhérents) au premier jour de leur entrée et réception, pourvu qu'ils aient reçu le Très Saint Sacrement du Corps du Christ, une indulgence plénière; (à l'heure de la mort et dans les mêmes conditions) l'indulgence plénière et la rémission de tous leurs péchés; (le jour de la fête de l'Annonciation de la Bienheureuse Vierge Marie) à tous ceux qui réellement contrits et confessés visiteront la susdite église à partir des premières vêpres jusqu'au coucher du soleil et qui prieront Dieu en ce lieu pour la Sainte Eglise Romaine, la conversation et le développement de la loi catholique...le maintien de la paix, la concorde et l'union entre les peuples chrétiens, l'extirpation des hérésies, la conversion des païens, nous accordons une indulgence de sept ans et sept quarantaines ».
Sont également conservées les bulles d'Alexandre VII, et de Benoît XIV.

### Cimetière
Deux croix du XVIIe sur le mur qui entourait le cimetière, près de l'église. D'ancienne pierres tombales datées notamment de 1664, 1689 et 1692, sont scellées dans le mur.

### Maison Arsène Garnier
Sur l'actuelle route de Brécey, au lieu-dit de la Noblerie, se trouve la grande maison construite par Arsène Garnier à son retour de Guernesey.

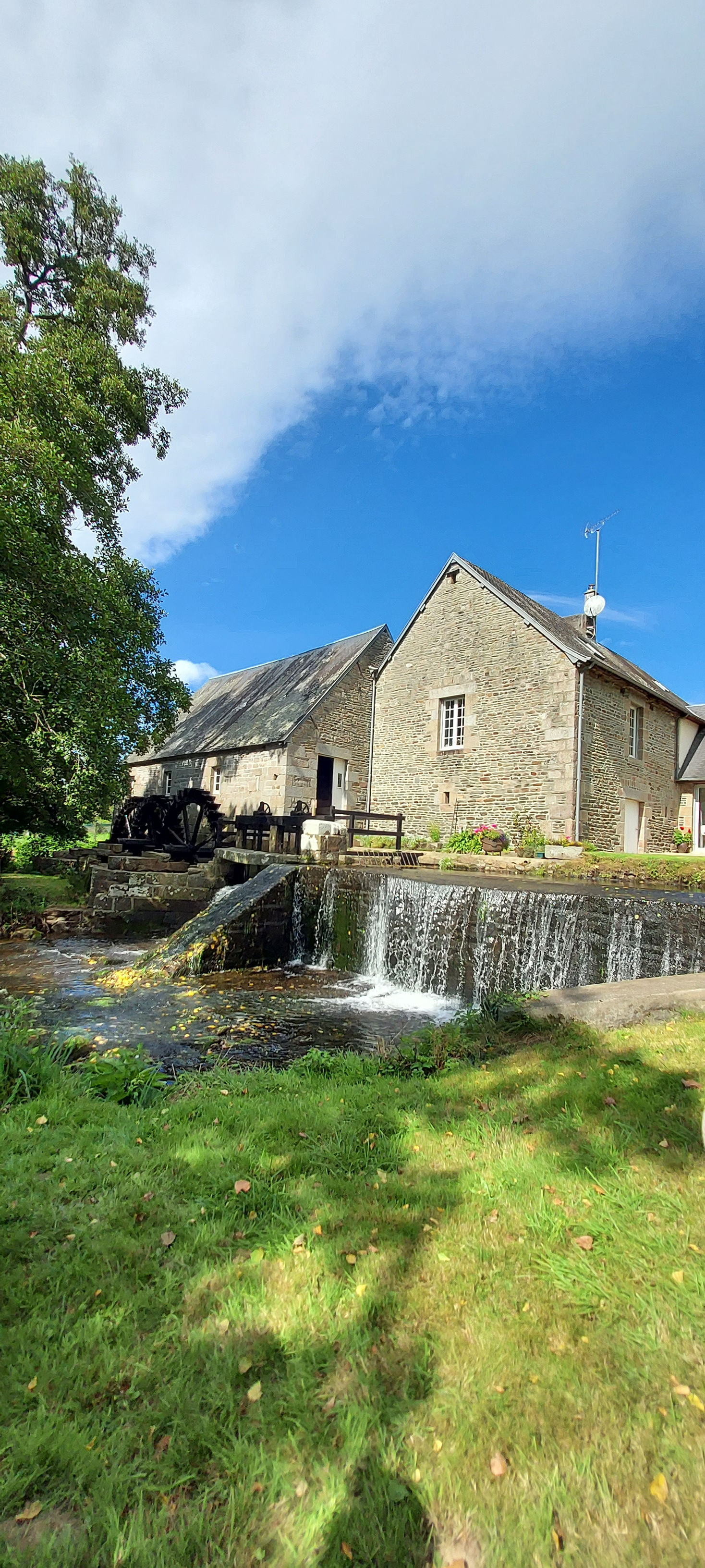
Moulin de Cuves en 2023.

### Autres lieux et monuments
- If et ancien presbytère.
- Moulin à trois roues, rénové.
- Maisons aux linteaux de granit datés de 1785, 1812 et 1831.

## Cuves dans la littérature
Dans son roman épistolaire, Pêcheuse de Truites, publié en 1913, Jean Vaudon situe une partie de la vie quotidienne de la narratrice, Marie-Marthe, dans le village de Cuves et dans celui des Cresnays. Il offre aux lecteurs une description des pratiques rurales et dresse un portrait des villageois locaux à la fin du XIXe siècle.

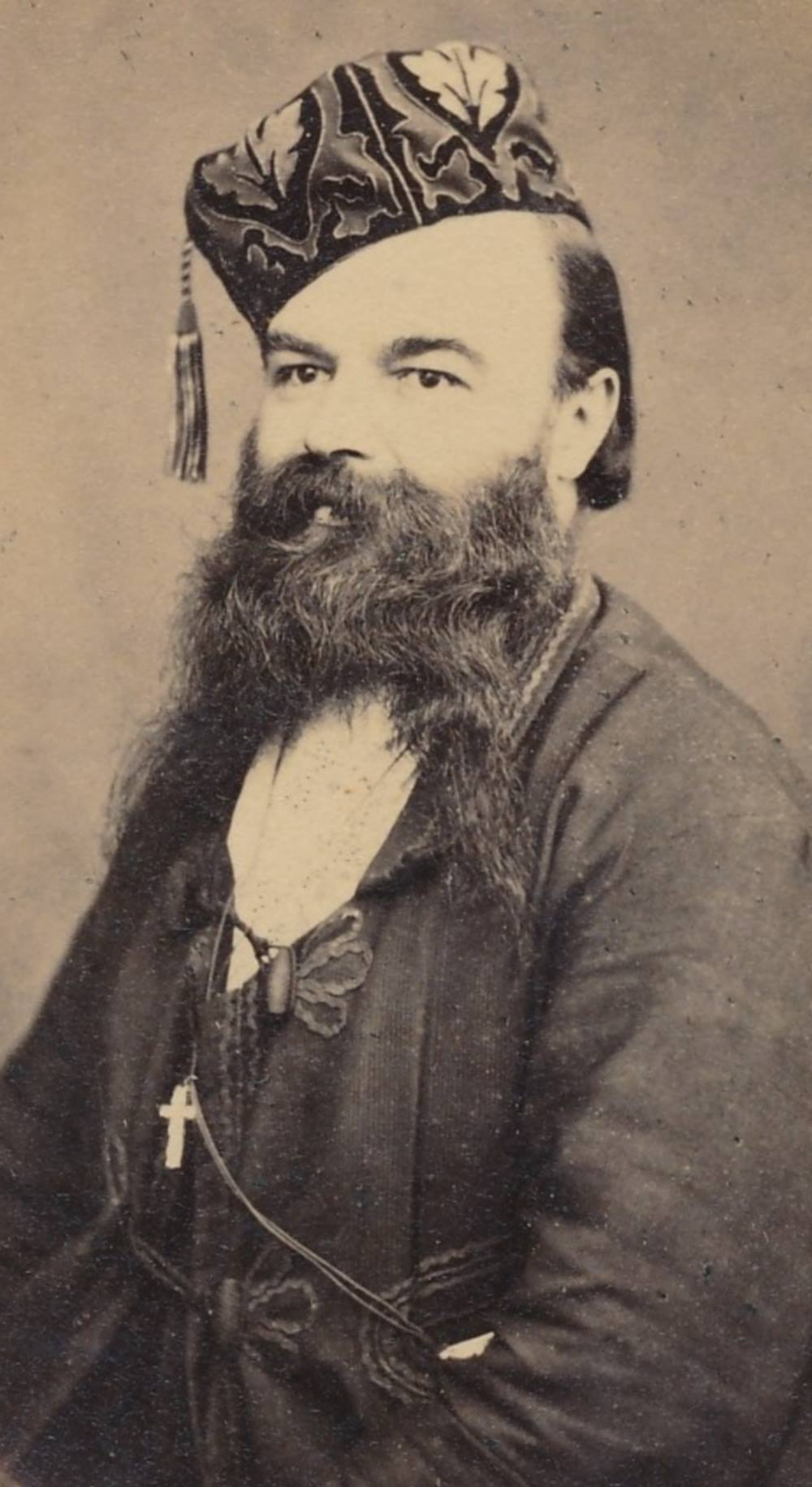
Portrait d'Arsène Garnier.

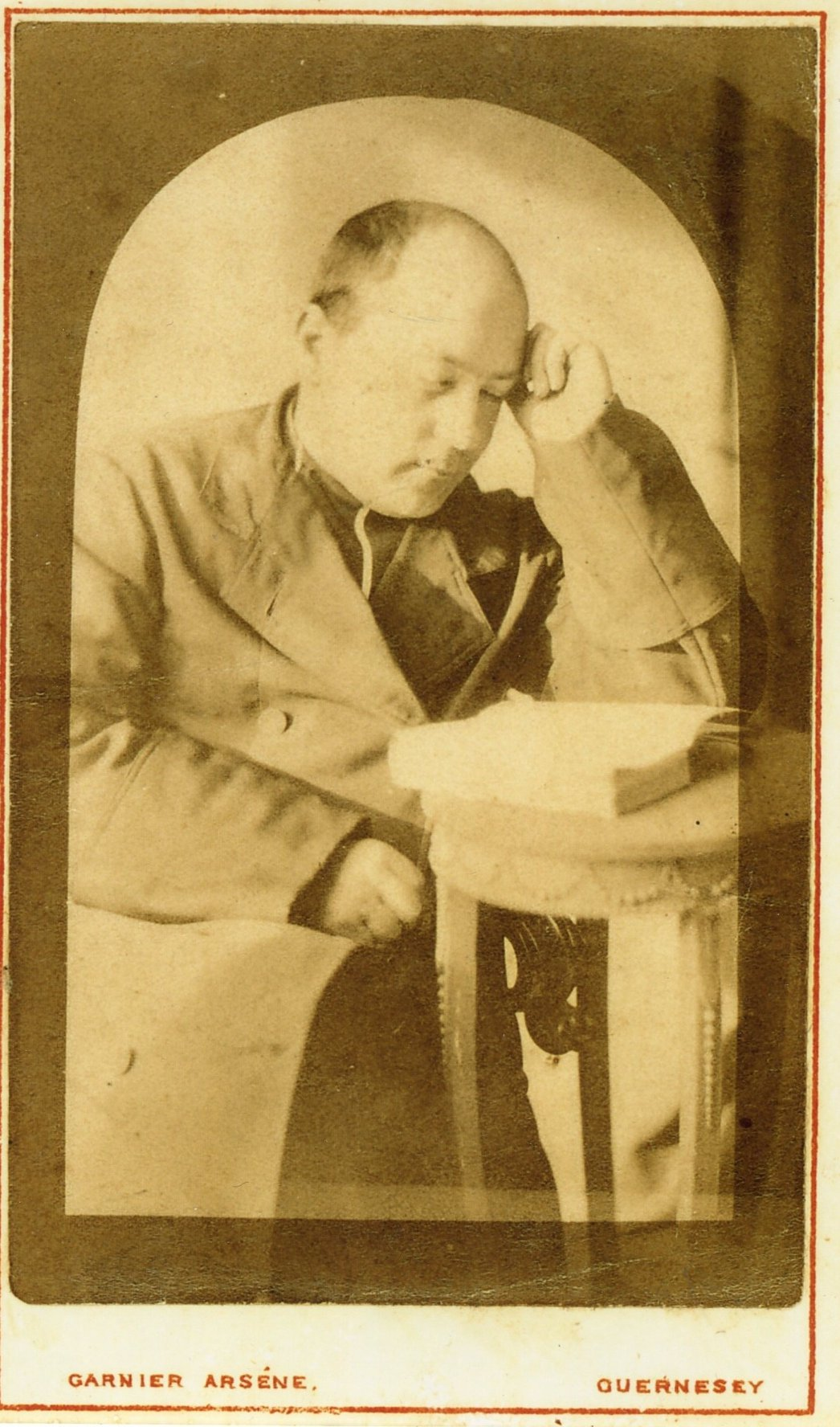
Portrait de Jean Vaudon par Arsène Garnier.

## Personnalités liées à la commune
- Jacques Le Royer (XVIIe siècle), né à Cuves, avocat et scientifique. En 1678, il fut l'auteur d'une pétition adressé à Louis XIV afin de dénoncer les exactions dont étaient souvent victimes les habitants de Cuves, faisant notamment référence à celles des toupes du roi pendant la Fronde du 15 janvier au 8 mai 1649[32].
- Arsène Garnier (1822, Saint-Pierre-de-Cresnay - 1900, Cuves)[32], artiste-peintre et photographe, ami de Victor Hugo.
- François de Péricard (évêque d'Avranches de 1588 à 1639), organisa des synodes en l'église de Cuves à la suite des destructions de l'évêché d'Avranches par les troupes royales durant le siège de l'hiver 1590[38].
- Jean Vaudon (1849, Cuves -1927, Tours), abbé, chanoine de la cathédrale de Bourges. Deux fois lauréats de l'Académie française[43], il fut critique littéraire et auteur[44]. Il a été un membre très actif de la Société d'archéologie d'Avranches et Mortain.

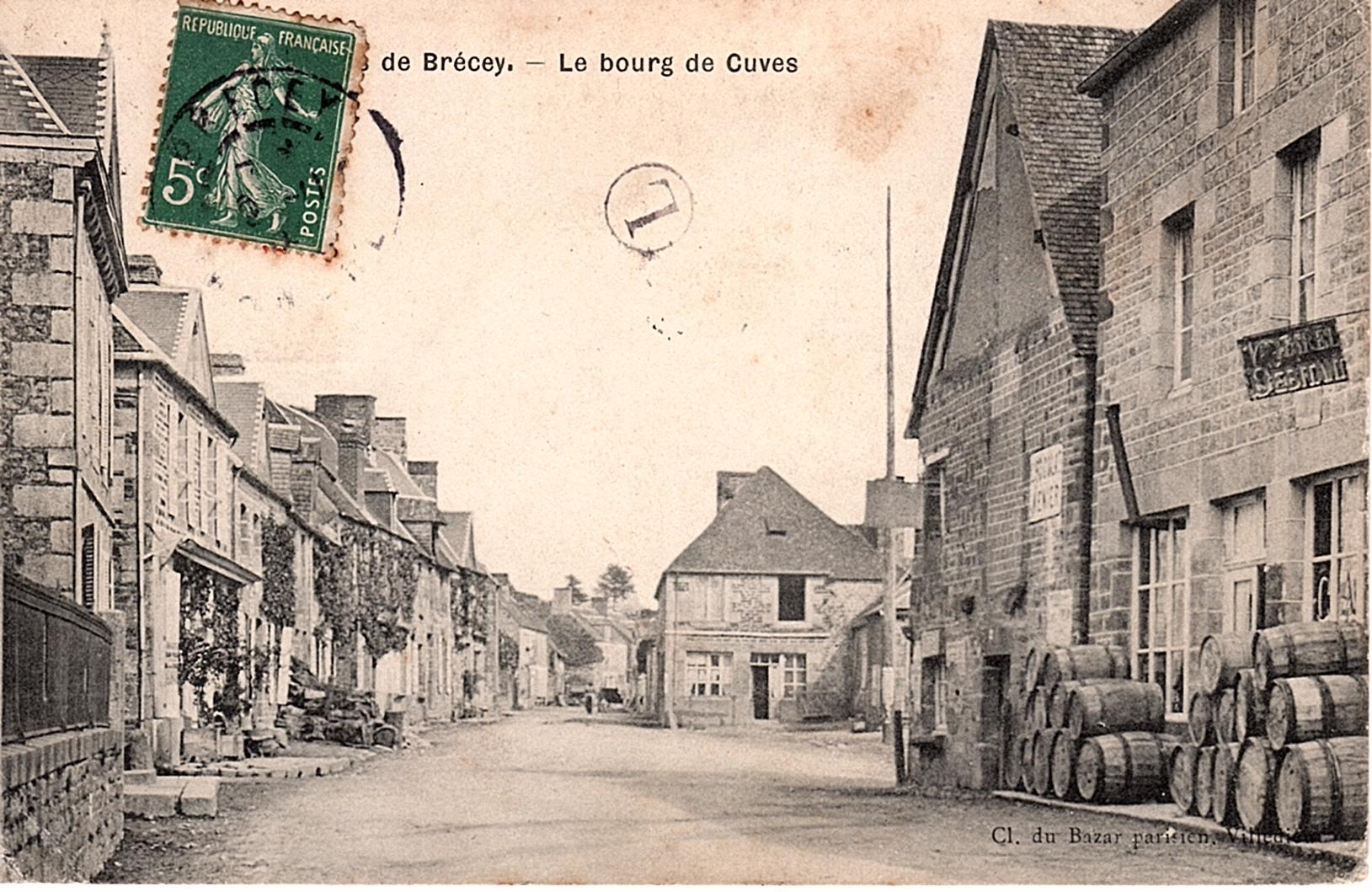
La rue principale de Cuves vers 1910.
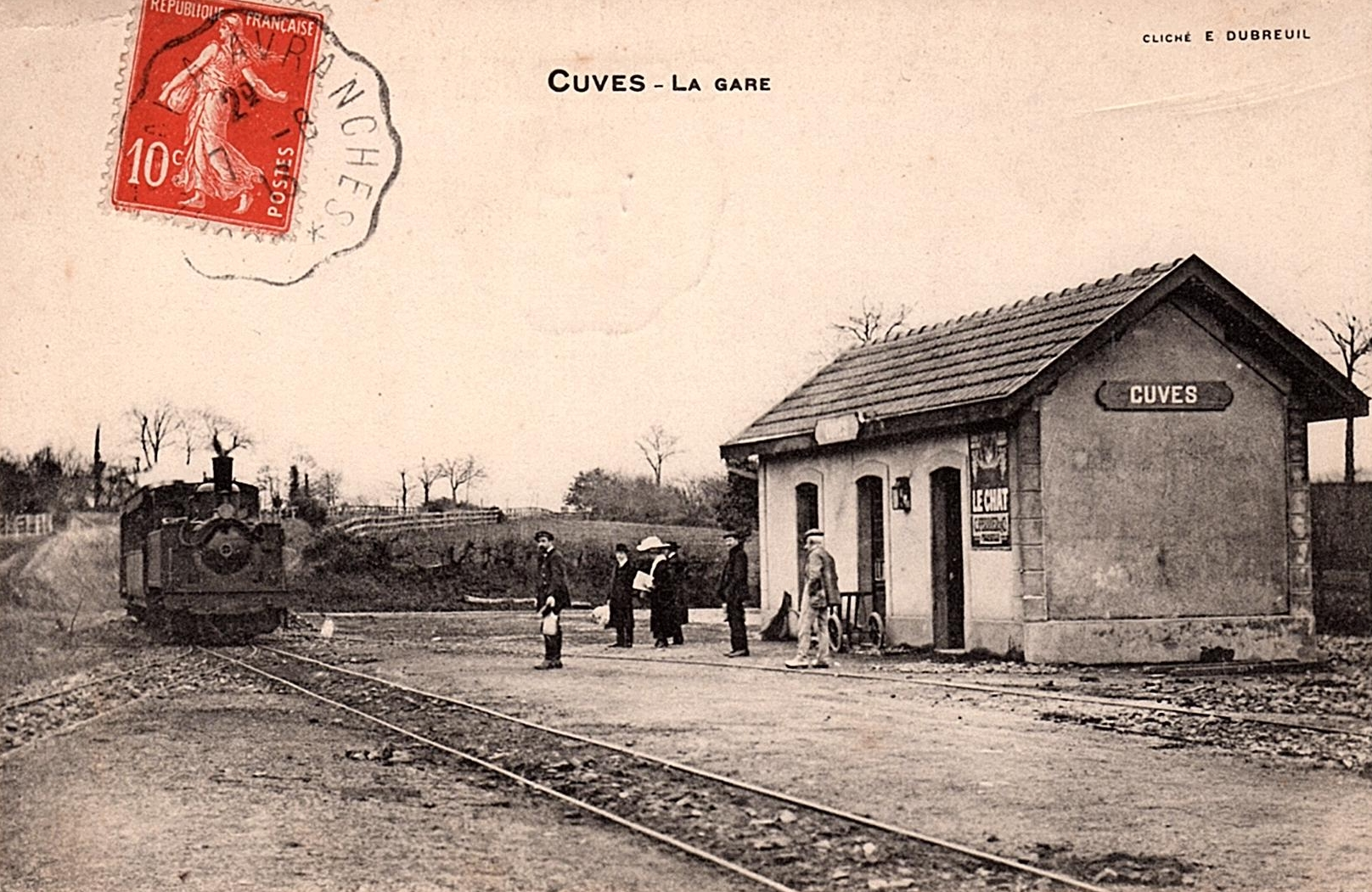
La gare de Cuves vers 1910
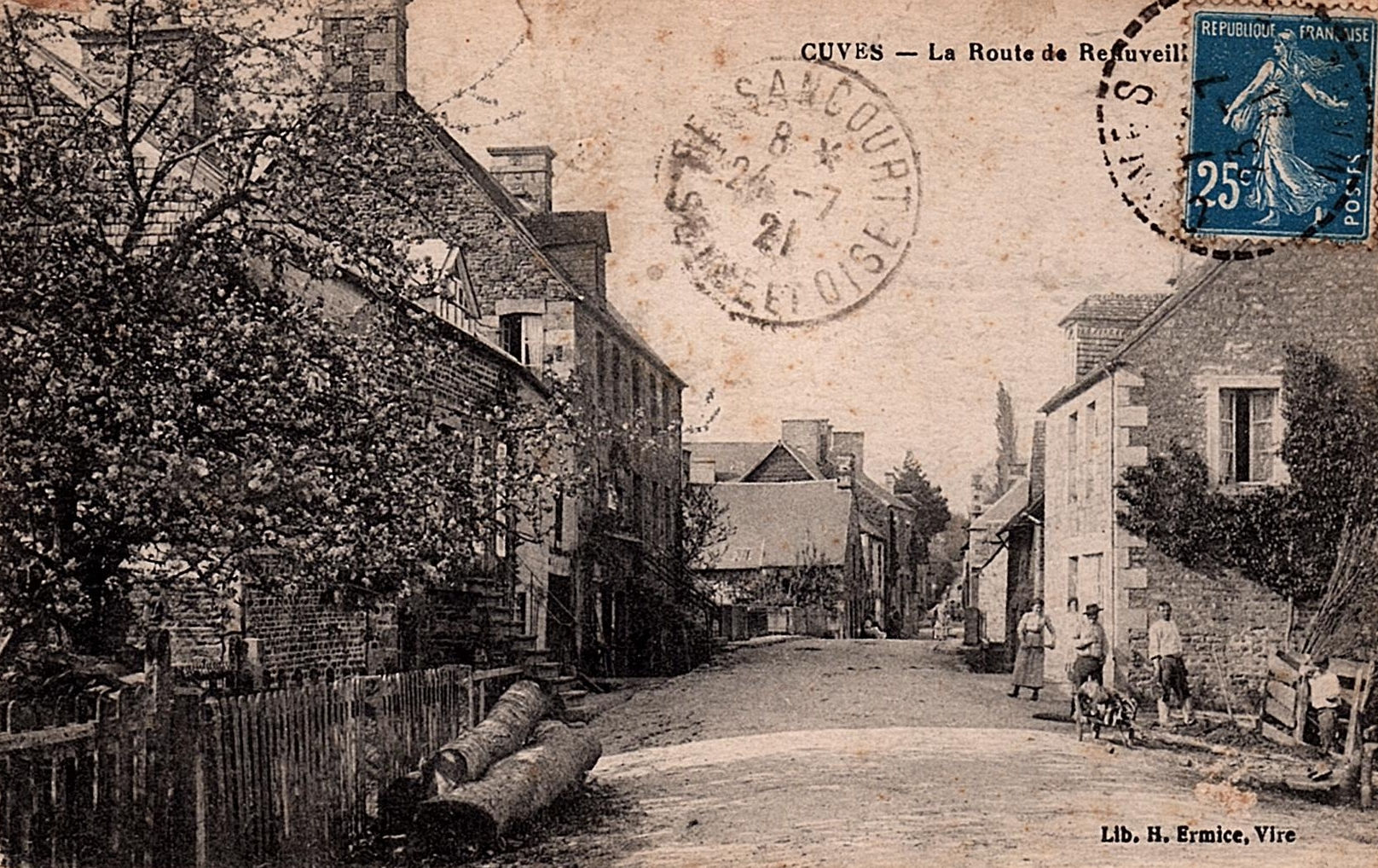
Le pont de Cuves menant à Reffuveille vers 1910.
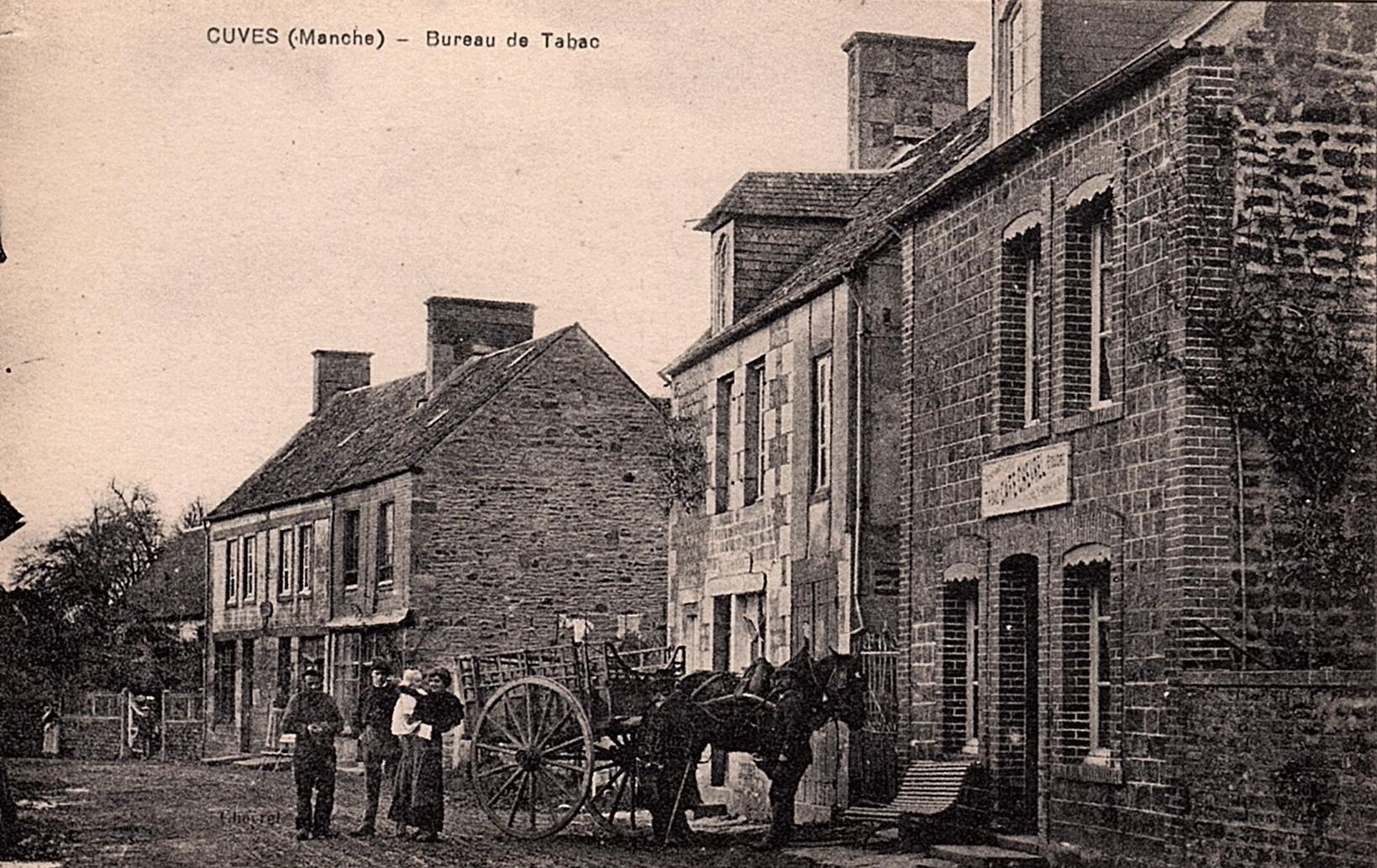
Un des bureaux de tabac de Cuves.
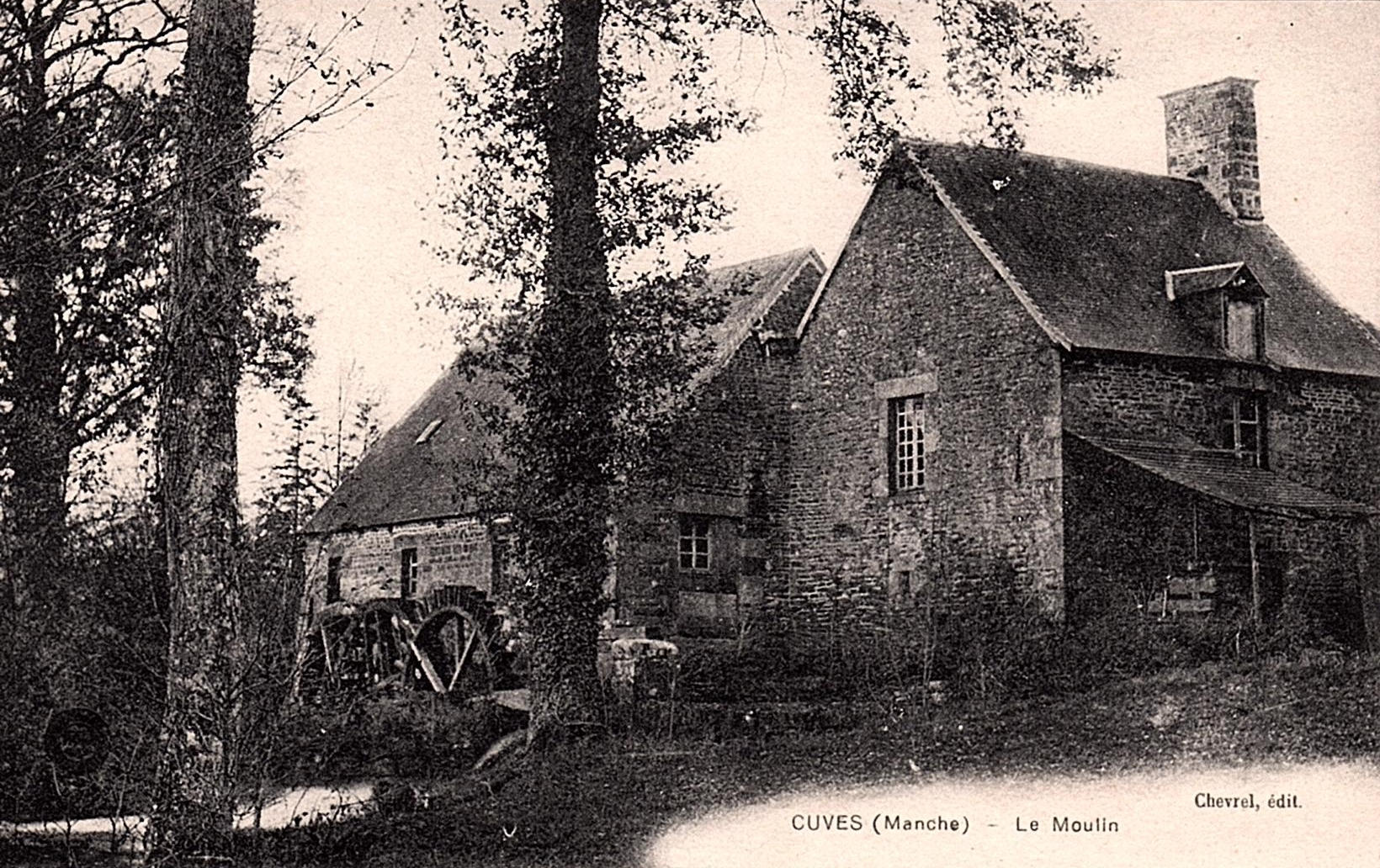
Le moulin de Cuves vers 1910.
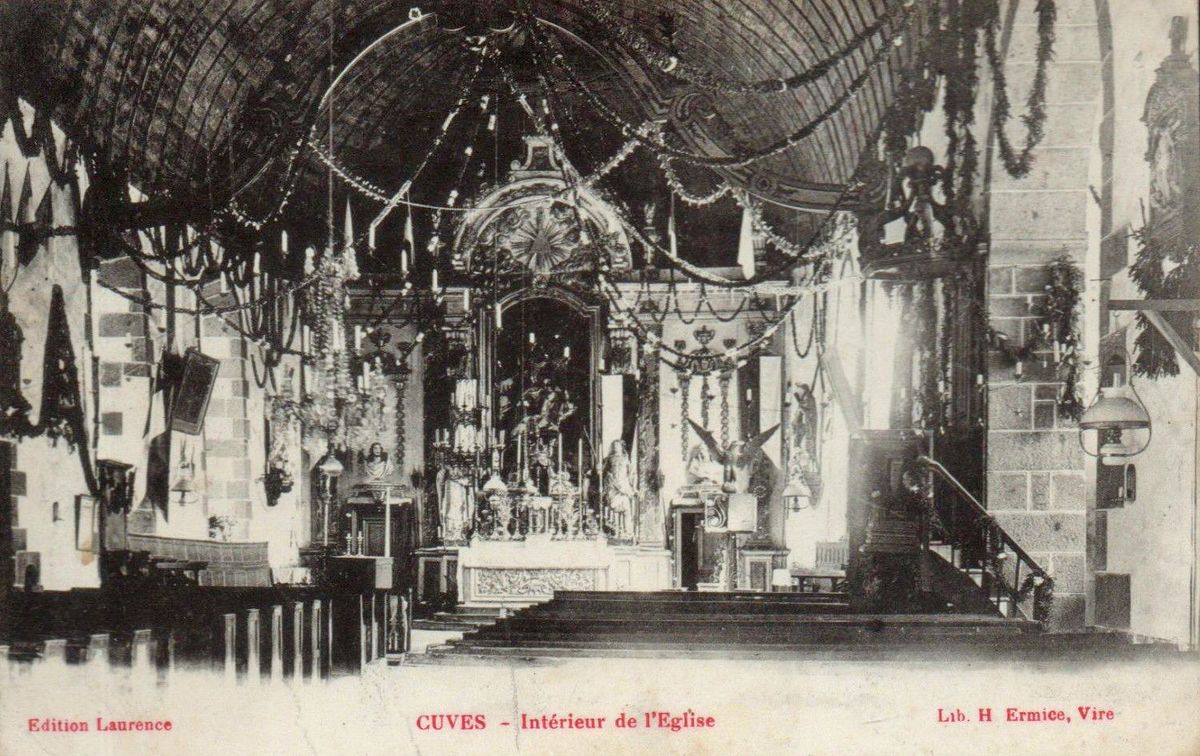
L'église de Cuves décorée pour Noël vers 1910.
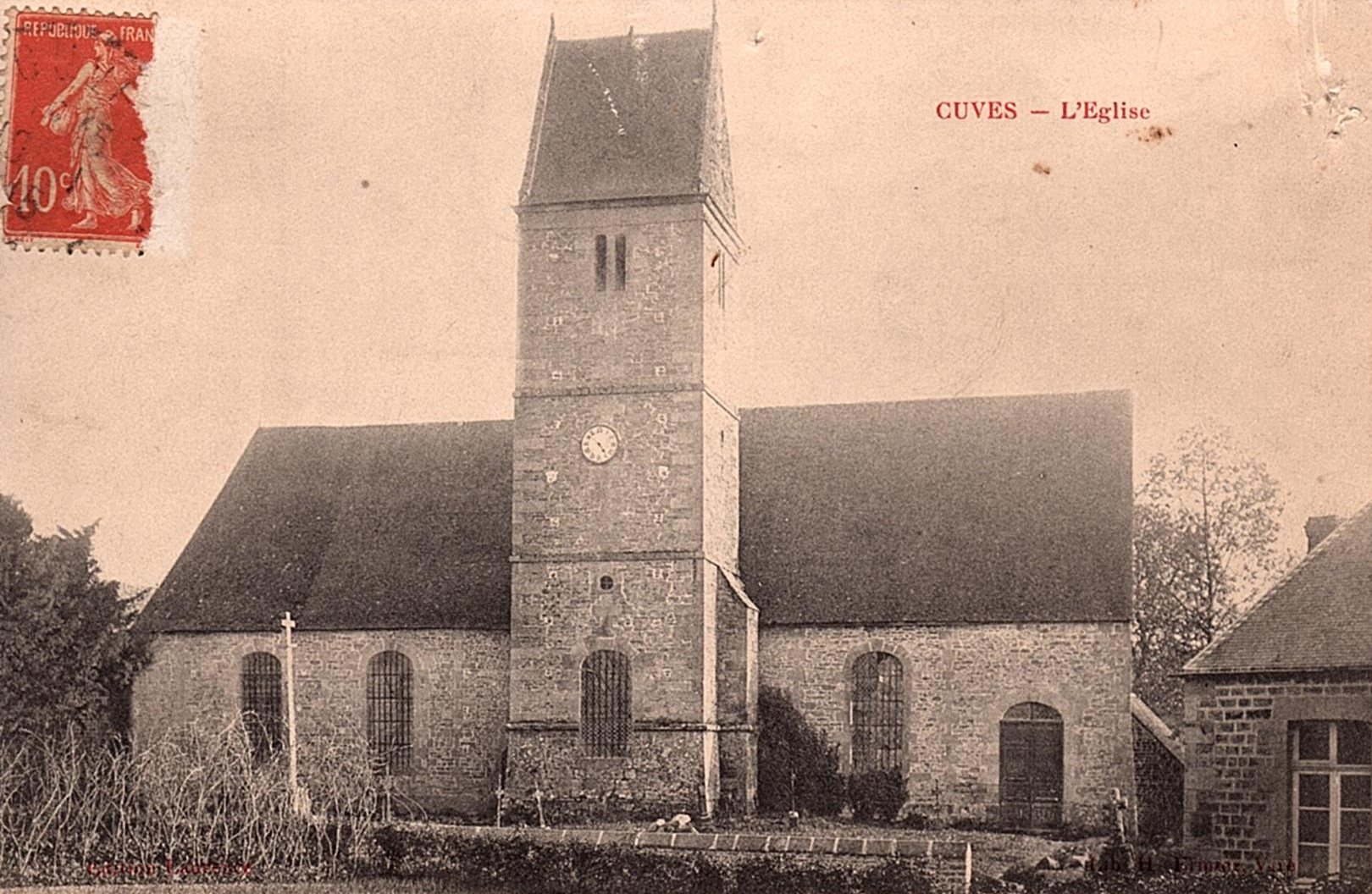
L'église de Cuves vers 1910.